# Allerheiligenkirche (Leonberg)

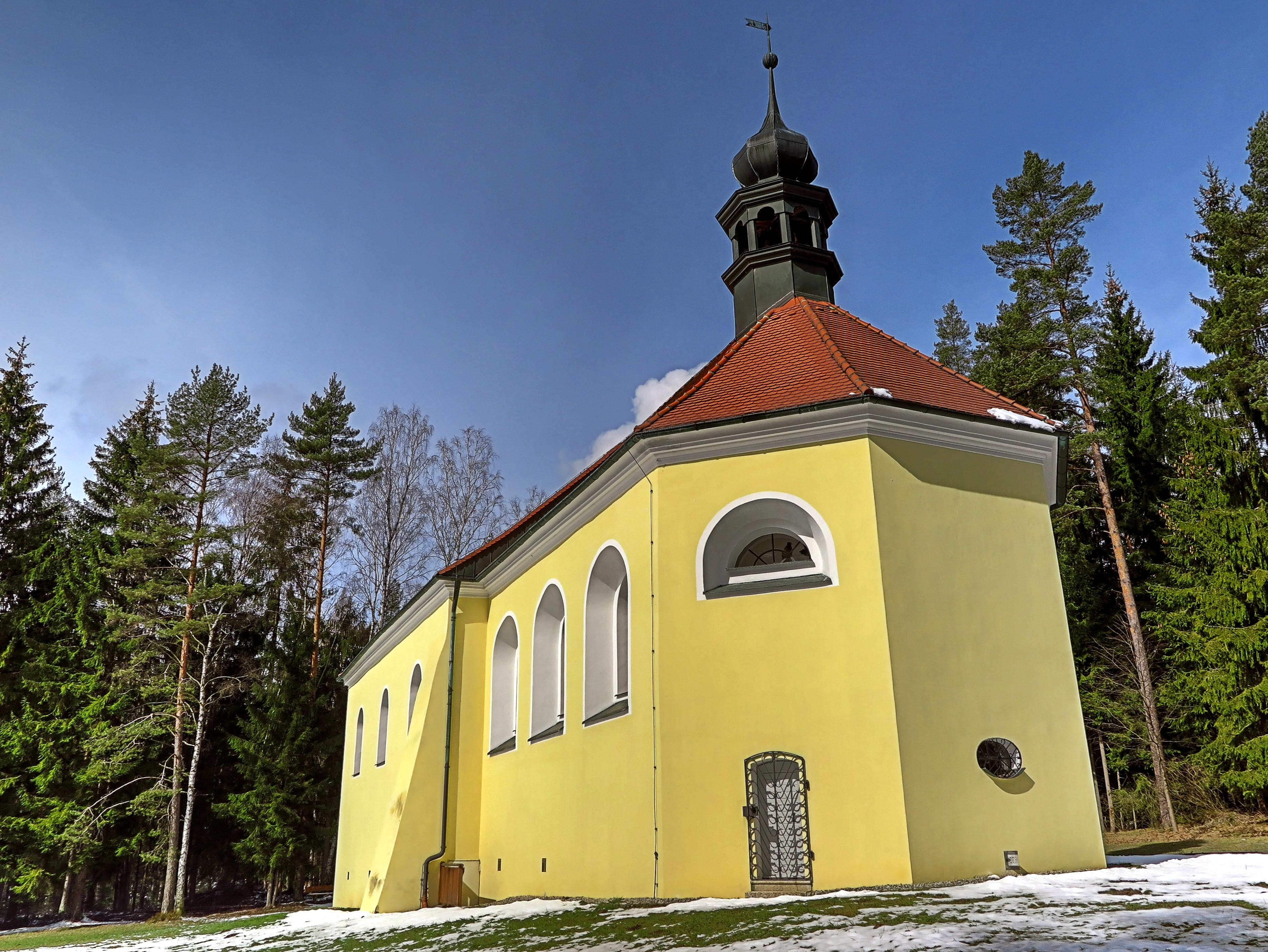
Allerheiligenkirche
Blick von Osten

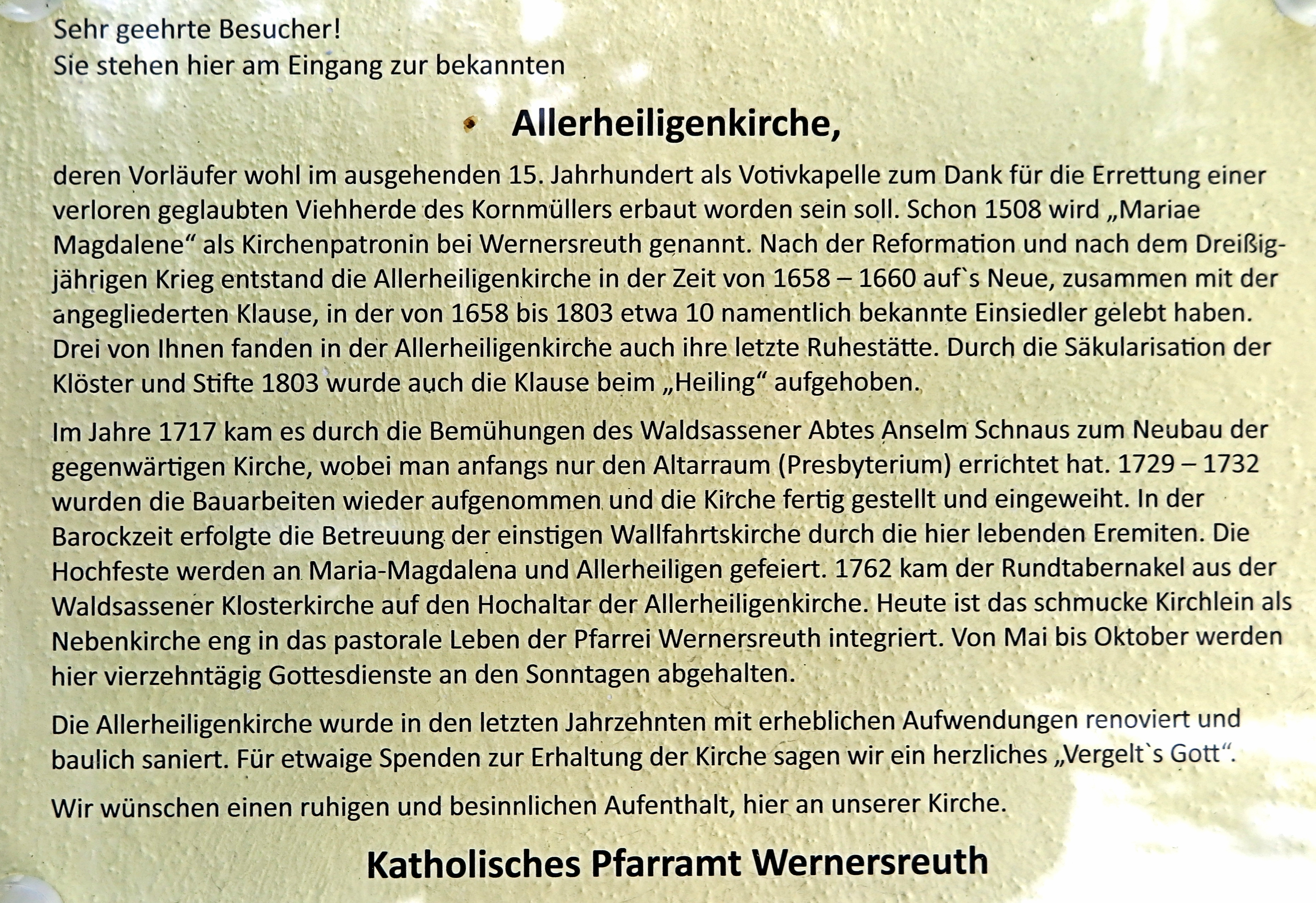
Gebäudeinfotafel an der Allerheiligenkirche

Die Allerheiligenkirche steht in der Nähe der Ortschaft Pfaffenreuth, eines Ortsteils der Gemeinde Leonberg im Landkreis Tirschenreuth, auf einer Lichtung im Pfaffenreuther Wald.
An der Stelle der heutigen Kirche stand bereits Ende des 15. Jahrhunderts eine Votivkapelle, die der Kornmüller als Dank für eine wiedergefundene Rinderherde errichtete.
Danach stand dort zwischen 1658 und 1660 eine Holzkapelle mit angegliederter Klause, in der bis 1803 nacheinander zehn namentlich bekannte Einsiedler lebten, von denen drei ihre letzte Ruhestätte in der Kirche haben.
Die jetzige Wallfahrtskirche erbaute Philipp Mühlmayr aus Bärnau. Sie wurde nach der Fertigstellung um das Jahr 1732 von dem damaligen Kaplan benifiziert.
Das Innere der Kirche ist schlicht gehalten. Bemerkenswert ist der aus Birnbaumholz gefertigte Handtabernakel. Die drei Altäre aus Eger stammen aus der Holzkapelle von 1656.
Die mehrmals renovierte Allerheiligenkirche ist eine Nebenkirche der Wernersreuther Pfarrei, in der von Mai bis Oktober vierzehntäglich Sonntagsgottesdienste abgehalten werden.